# Фінансовий Центр Нанкін Грінленд
Фінансовий Центр Нанкін Грінленд (кит.: 紫峰大厦, англ. : Greenland Center-Zifeng Tower, Greenland Square Zifeng Tower, Nanjing Greenland Financial Center) — найвищий хмарочос Нанкіну, КНР. Висота 89-поверхового будинку становить 381 метр, з урахуванням антени 450 метрів. Будівництво було розпочато в 2005 і завершено в 2009 році. 
В хмарочосі розташовані офіси, крамниці та 500-кімнатний готель. На 72-поверсі розташований оглядовий майданчик. 